# Shonisaurus
Shonisaurus es un género extinto de ictiosaurio. Al menos 37 ejemplares incompletos de esta criaturas similares a ballenas han sido encontrados en la formación geológica Luning de Nevada, en Estados Unidos. Dicha formación data de finales del periodo Carniense del Triásico, hace cerca de 215 millones de años.

## Descripción

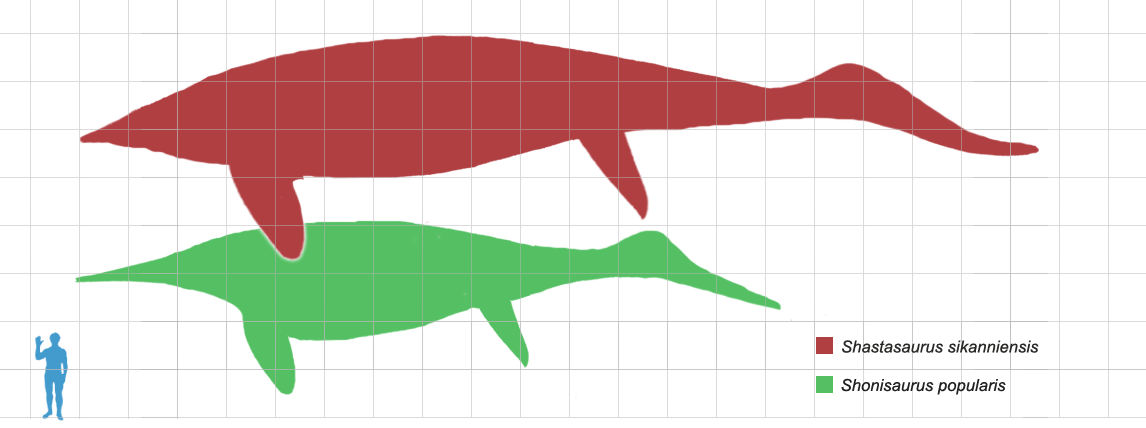
Tamaños comparativos de S. popularis (en verde) y Shastasaurus sikanniensis (en rojo) junto a un humano

Shonisaurus vivió durante la era del Noriense del periodo Triásico Superior. S. popularis medía cerca de 15 metros de largo. Una segunda especie de la Columbia Británica fue denominada Shonisaurus sikanniensis en 2004. S. sikkanniensis fue uno de los mayores reptiles marinos de todos los tiempos, midiendo unos 21 metros de largo. Sin embargo, análisis filogenéticos más tarde mostraron que S. sikanniensis era en realidad una especie de Shastasaurus más que de Shonisaurus.
Shonisaurus tenía un hocico similar al de un delfín, y sus aletas eran mucho más largas y estrechas que las de otros ictiosaurios. Mientras que se reportó inicialmente que Shonisaurus tenía los dientes alveolados más que situados en una ranura, como los ictiosaurios posteriores, estos solo estaban presentes en el principio de las mandíbulas, y únicamente en los ejemplares juveniles de menor tamaño. Todas estas características sugieren que el Shonisaurus puede haber sido una rama relativamente especializada de la línea evolutiva principal de los ictiosaurios. Aunque tradicionalmente se le ha reconstruido con un cuerpo grueso, similar al de una ballena, estudios recientes hechos desde principios de los años 1990 indican que su perfil corporal era mucho más delgado de lo que tradicionalmente se había supuesto. S. popularis tenían aun así un cuerpo grueso comparado al de otros reptiles marinos.
Shonisaurus también se la ha restaurado con una aleta dorsal, una característica hallada en ictiosaurios más avanzados. Sin embargo, no existe evidencia sólida de que Shonisaurus o alguna especie de los shastasáuridos poseyera una aleta dorsal. De la misma forma, la gran aleta caudal con que se ha reconstruido habitualmente probablemente no estaba tan desarrollada como las de especies de ictiosaurios posteriores, que tenían un perfil más similar a la de los tiburones.

## Historia

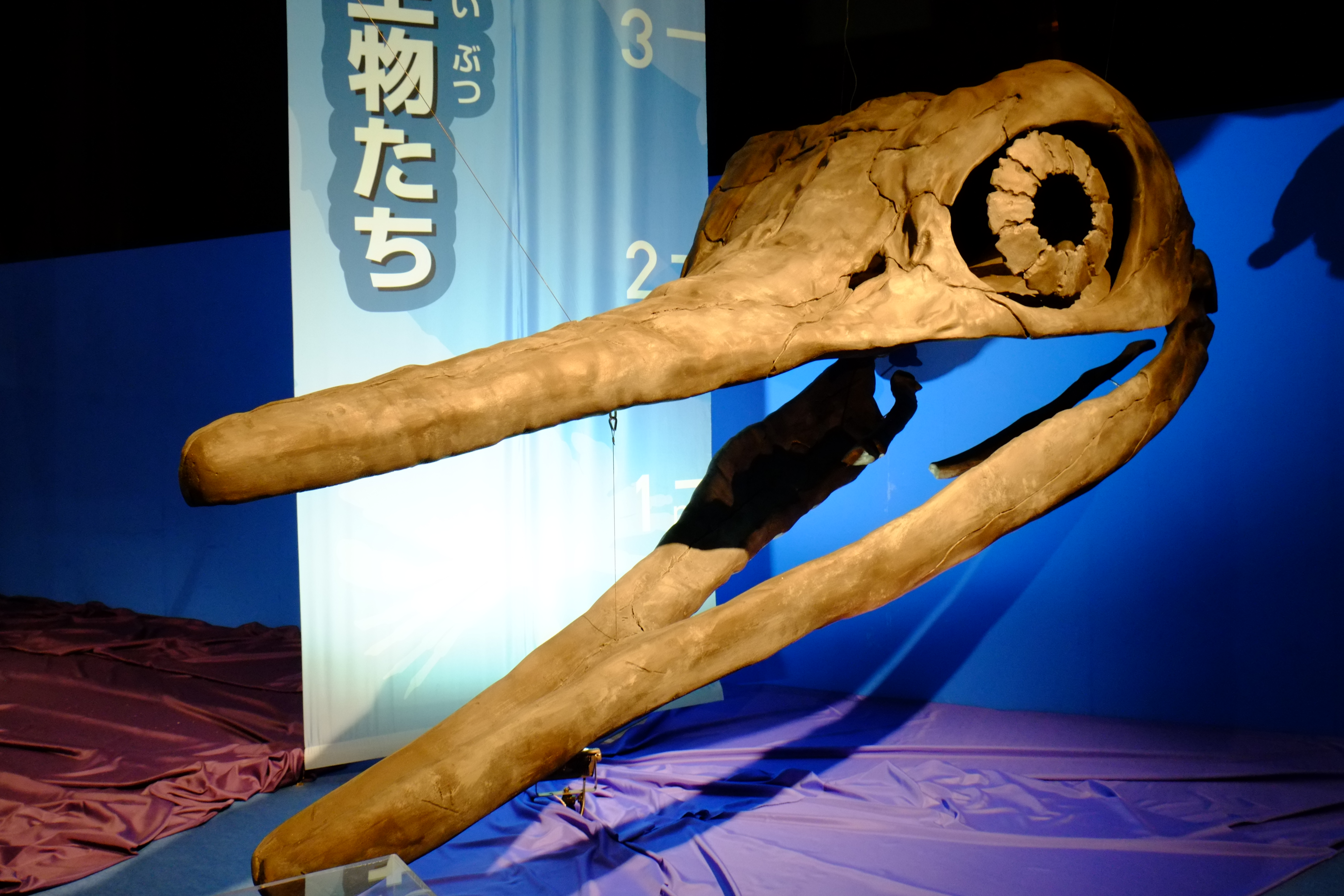
Cráneo restaurado.

Fósiles del Shonisaurus fueron hallados por primera vez en un gran depósito en Nevada en 1920. Treinta años después, fueron excavados, descubriéndose los restos de 37 enormes ictiosaurios. Se les llamó Shonisaurus, nombre que significa "lagarto de las montañas Shoshone", por la formación donde dichos fósiles fueron hallados.
S. popularis fue adoptado como el fósil estatal de Nevada en 1984. Las excavaciones que comenzaron en 1954 bajo la dirección del Dr. Charles Camp y Samuel Welles de la Universidad de California en Berkeley, fueron continuadas por Camp a través de la década de 1960. Charles Camp les daría el nombre científico a los fósiles en 1976.
Los sitios fósiles de Nevada pueden ser vistos en la actualidad en el Parque Estatal Berlin-Ichthyosaur. Un ictiosaurio encontrado en los montes Himalayas llamado Himalayasaurus, podría ser el mismo animal que Shonisaurus.